# Ize
Ize – miasto w Iranie, w ostanie Chuzestan. W 2006 roku miasto liczyło 103 695 mieszkańców w 20 127 rodzinach.